# Tùng La hán lá dài
Tùng La hán lá dài hay còn gọi la hán tùng (danh pháp hai phần: Podocarpus macrophyllus) là một loài cây cảnh thuộc họ Thông tre (Podocarpaceae) có nguồn gốc từ Nhật Bản và Trung Quốc thường được trồng làm cảnh trong công viên, đình chùa, vườn nhà. Cây thuộc loại cây gỗ lớn, cành nhánh nhiều, dài, mọc ngang hay rủ xuống. Lá hình giải hẹp, thuôn nhọn ở đỉnh, gốc có cuống ngắn, màu xanh bóng ở mặt trên, hơi xám ở mặt dưới. Nón đực dạng bông. Nón cái gần tròn, màu xanh, Hạt tròn màu tím nhạt.
Loài này được (Thunb.) Sweet miêu tả khoa học đầu tiên năm 1818.

## Hình ảnh khác

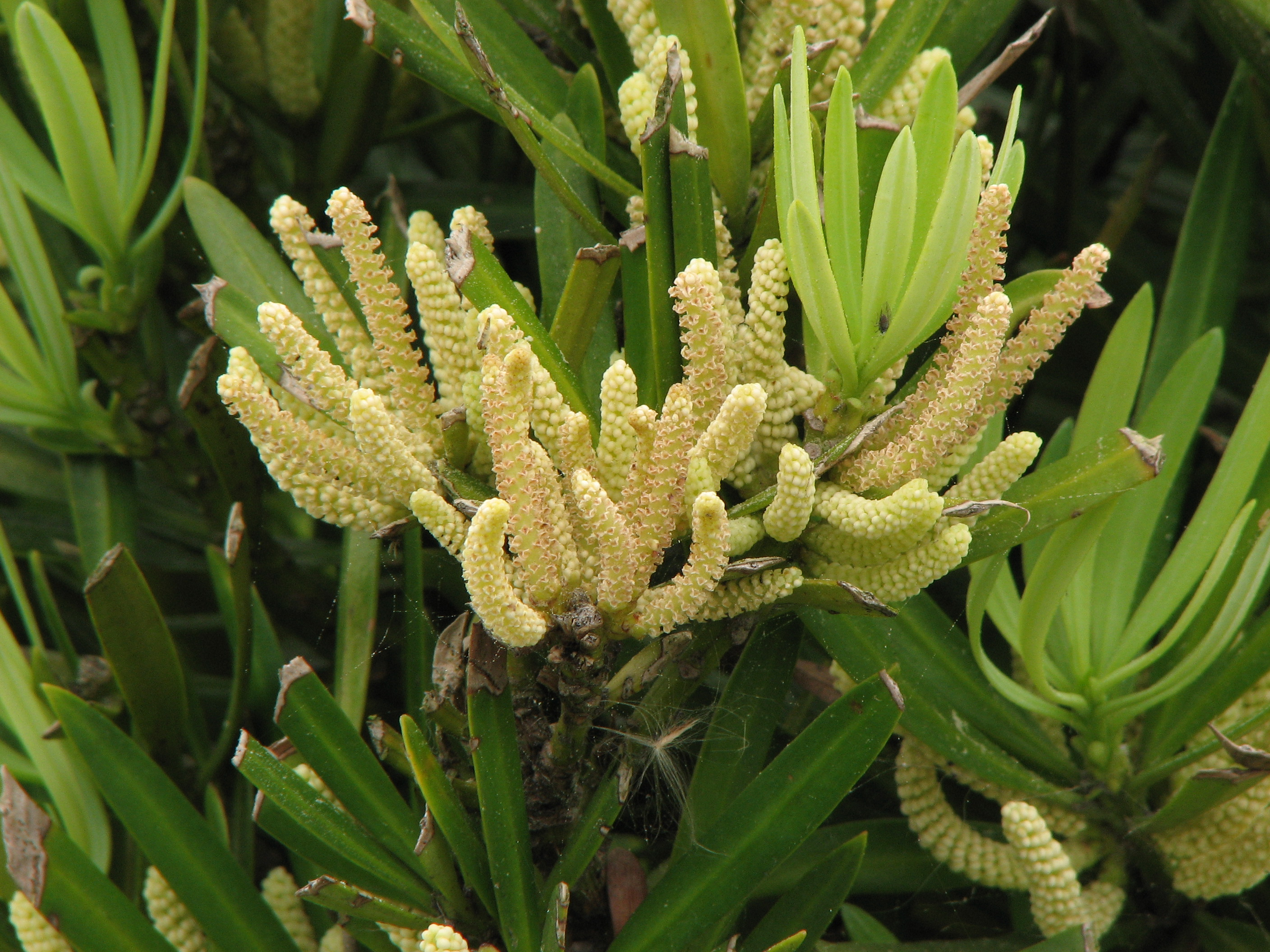
Nón đực
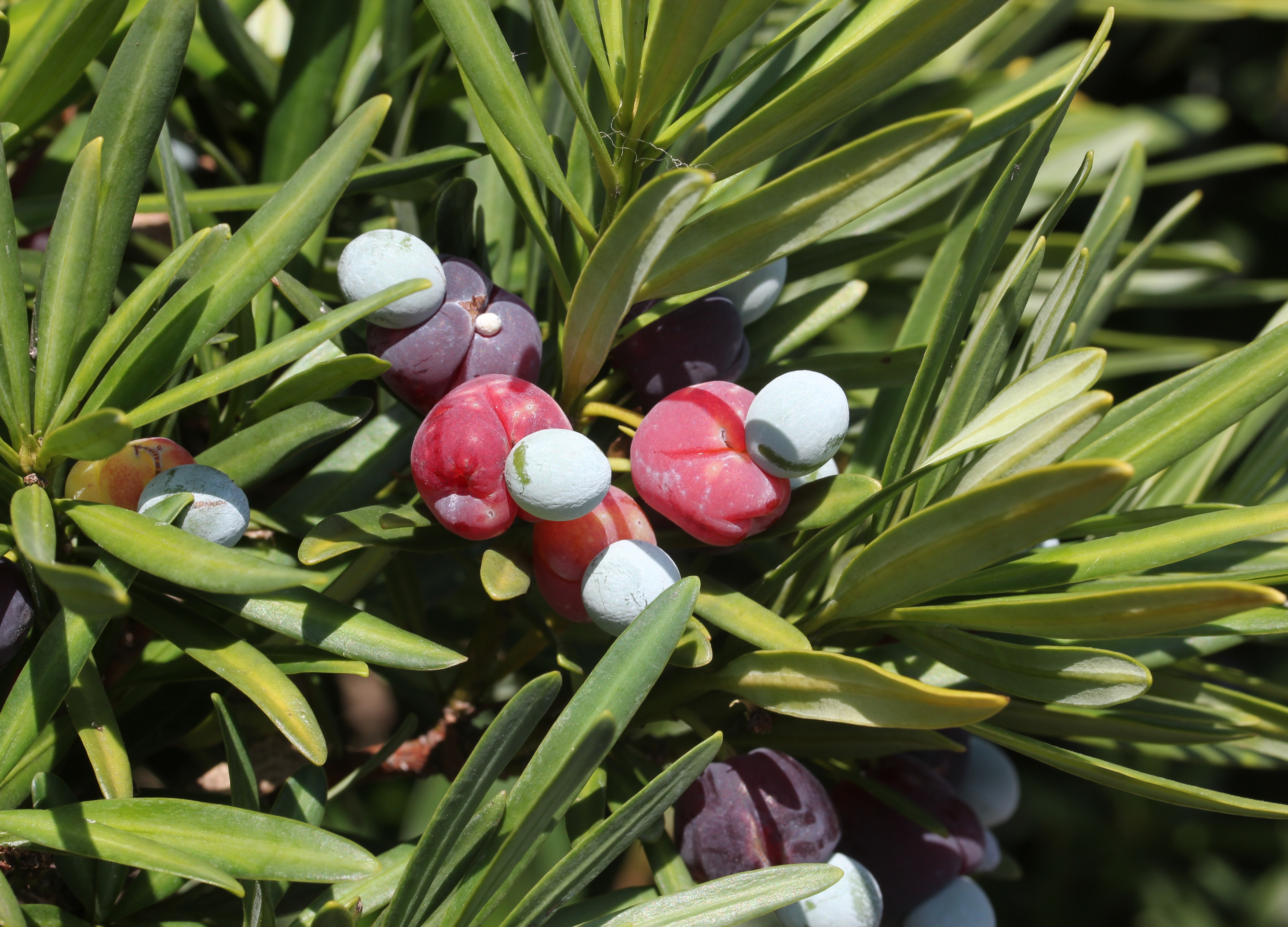
Nón cái đã chín
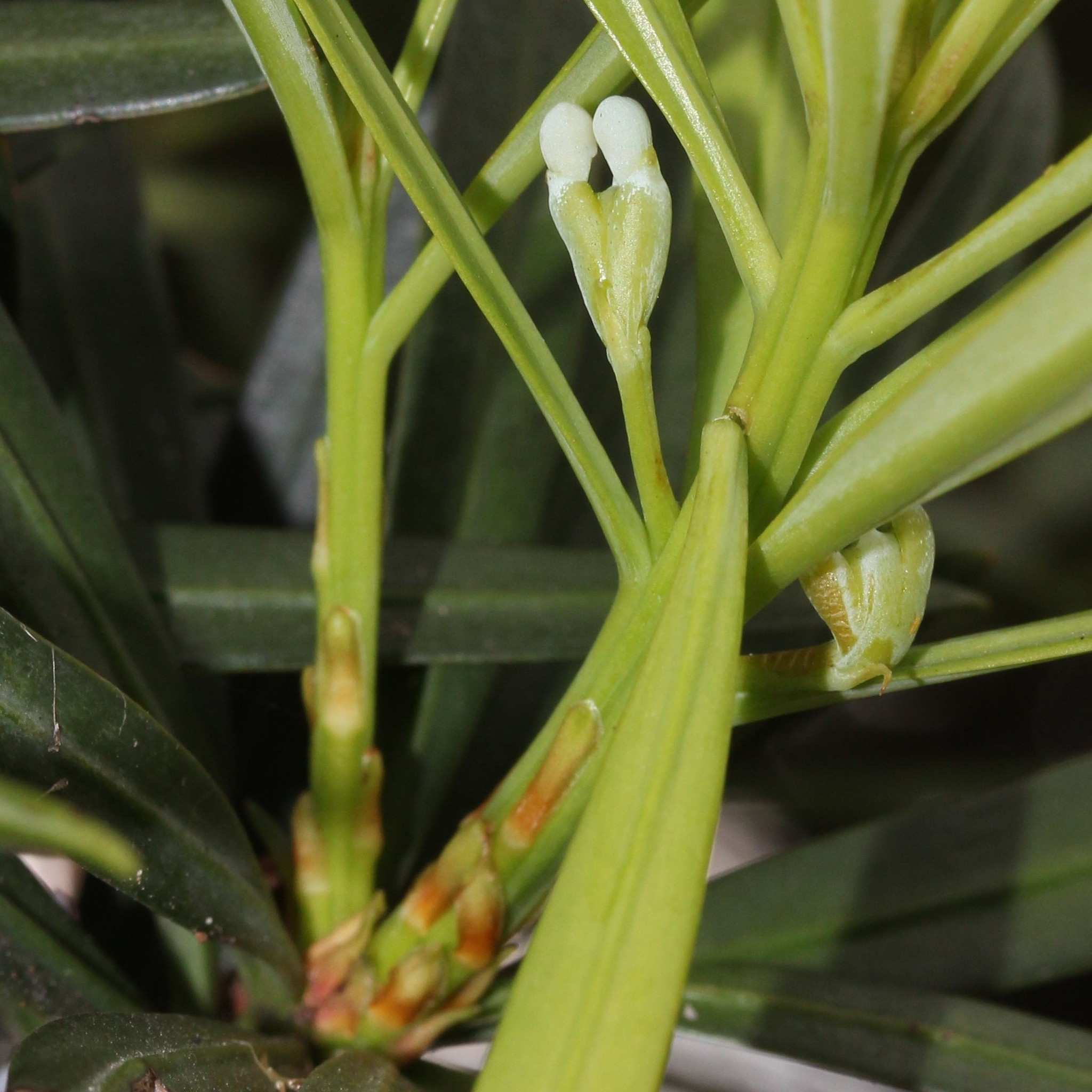
Nón cái
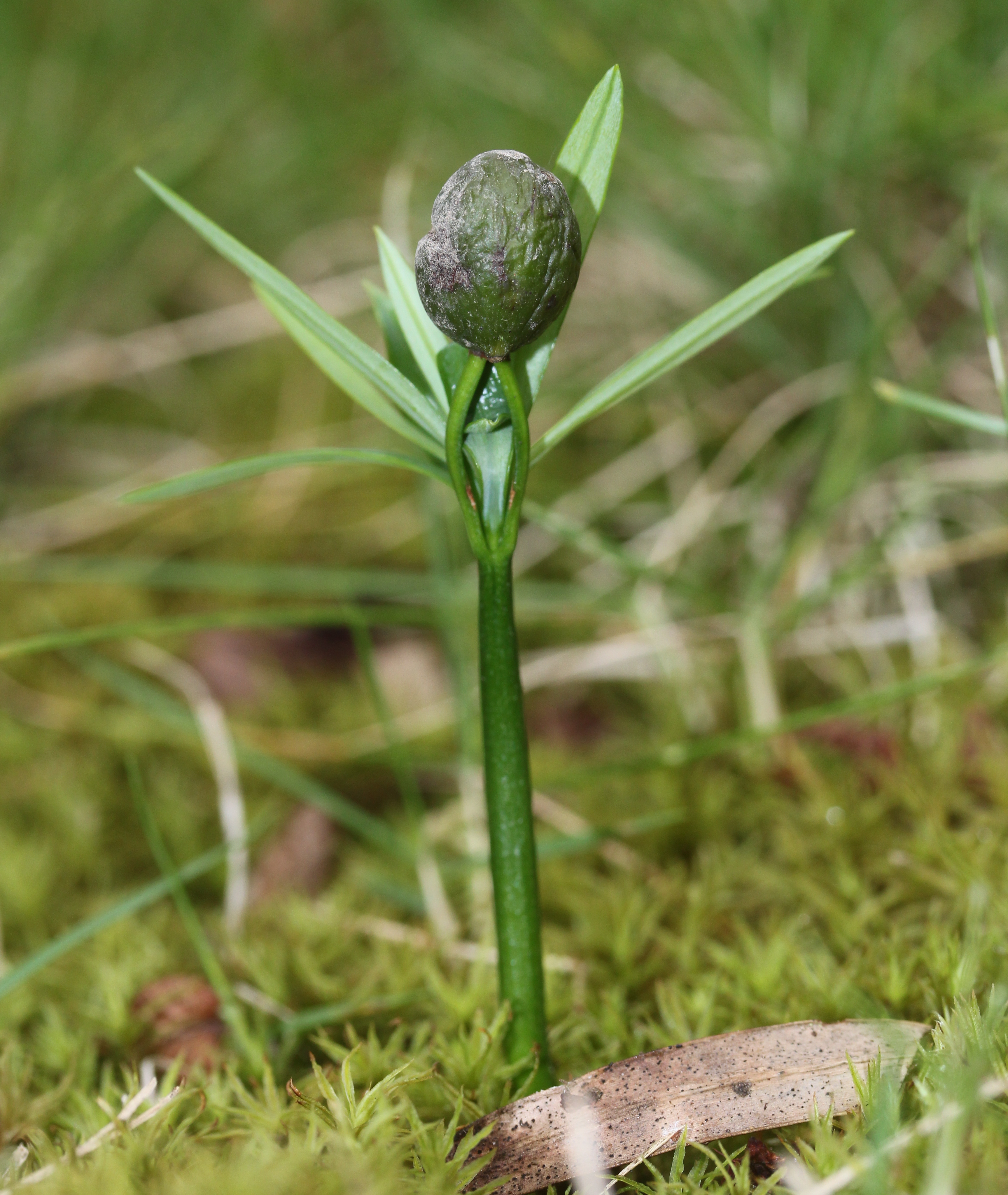
Cây non
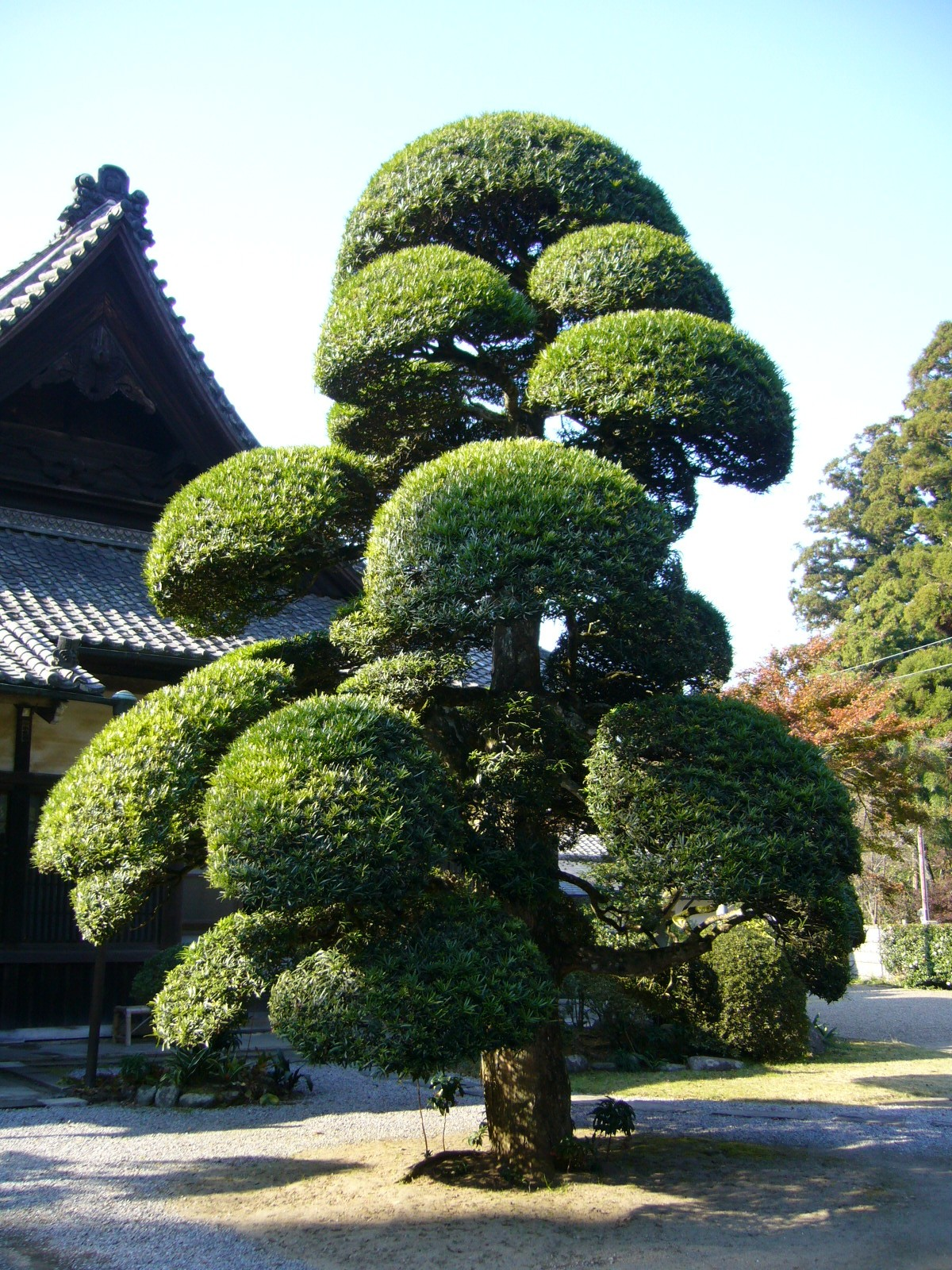
Cây được cắt tỉa